# Calopteryx
Calopteryx – rodzaj ważek równoskrzydłych, typ nomenklatoryczny rodziny świteziankowatych (Calopterygidae).

## Charakterystyka
Ważki z rodzaju Calopteryx to typowe ważki równoskrzydłe. W spoczynku skrzydła składają nad ciałem. Owady te charakteryzują się silnym dymorfizmem płciowym. Samce są metalicznie ubarwione, natomiast samice są brązowe lub zielone. Owady z tego rodzaju machają skrzydłami tylko 5 razy na sekundę. Przedstawiciele rodzaju osiągają do 50 mm długości, a rozpiętość ich skrzydeł dochodzi do 70 mm.
Większość świtezianek spotyka się w pobliżu wód płynących (rzeka, strumień, potok). Larwy mają skrzelotchawki ogonowe, którymi pobierają tlen z wody. Polują na drobne zwierzęta wodne. Dorosłe ważki żerują zwykle na nadwodnych roślinach, zjadając małe stawonogi takie jak mszyce, pająki czy muchówki.

## Podział systematyczny
Do rodzaju należą następujące gatunki:
- Calopteryx aequabilis Say, 1840
- Calopteryx amata Hagen, 1889
- Calopteryx angustipennis (Selys, 1853)
- Calopteryx cornelia Selys, 1853
- Calopteryx dimidiata Burmeister, 1839
- Calopteryx exul Selys, 1853
- Calopteryx haemorrhoidalis (Vander Linden, 1825)
- Calopteryx japonica Selys, 1869
- Calopteryx maculata (Palisot de Beauvois, 1807)
- Calopteryx samarcandica Bartenev, 1912
- Calopteryx splendens (Harris, 1780) – świtezianka błyszcząca
- Calopteryx virgo (Linnaeus, 1758) – świtezianka dziewica
- Calopteryx xanthostoma (Charpentier, 1825)

## Występowanie w Polsce
W Polsce występują dwa gatunki, określane zwyczajową nazwą świtezianka:
- świtezianka błyszcząca (Calopteryx splendens)
- świtezianka dziewica (Calopteryx virgo)